# 밤피리스쿠스속
밤피리스쿠스속(Vampyriscus)은 주걱박쥐과(신세계잎코박쥐과)에 속하는 박쥐 속의 하나이다. 3종으로 이루어져 있으며, 이전에는 이전에는 노랑귀박쥐속(Vampyressa)으로 분류했다. 두 속은 뼈의 형태와 치아 구조, 털 무늬에서 차이가 있다. 이와 같은 두 속의 구별은 계통발생학적 분석을 통해 입증되었다. 일부의 옛 출처에서는 노랑귀박쥐속에 속하는 밤피리스쿠스아속으로 분류하기도 한다.

## 하위 종
- 바이덴테이트노랑귀박쥐 (Vampyriscus bidens)
- 브록노랑귀박쥐 (Vampyriscus brocki)
- 줄무늬노랑귀박쥐 (Vampyriscus nymphaea)